# The Great American Bash 1990
The Great American Bash (1990) fu la sesta edizione del pay-per-view di wrestling della serie Great American Bash, la seconda ad essere prodotta dalla World Championship Wrestling sotto l'egida della National Wrestling Alliance. L'evento si svolse il 7 luglio 1990 presso la Baltimore Arena di Baltimora, Maryland. Lo show vide il debutto in WCW di Big Van Vader.
Nel main event della serata, Ric Flair difese l'NWA World Heavyweight Championship contro Sting. Sting schienò Flair e vinse il titolo dopo aver ribaltato la sua mossa di sottomissione Figure Four Leglock. Durante il match, The Steiner Brothers, Paul Orndorff e Junkyard Dog (i "Dudes with Attitudes") circondarono il ring per prevenire interferenze da parte dei Four Horsemen in favore di Flair. Per l'intera durata dell'incontro, Ole Anderson restò ammanettato a El Gigante.

## Risultati
| N.         | Risultati | Stipulazione                                                 | Durata |
| ---------- | --- | ------------------------------------------------------------ | ------ |
| Dark match | David Sierra sconfigge Mr. X | Single match                                                 | 10:06  |
| 1          | Brian Pillman sconfigge Buddy Landel | Single match                                                 | 09:29  |
| 2          | Mike Rotunda sconfigge The Iron Sheik | Single match                                                 | 06:46  |
| 3          | Doug Furnas sconfigge Dutch Mantel | Single match                                                 | 11:18  |
| 4          | Harley Race sconfigge Tommy Rich | Single match                                                 | 06:32  |
| 5          | The Midnight Express (c) (Bobby Eaton & Stan Lane) (con Jim Cornette) sconfiggono The Southern Boys (Steve Armstrong & Tracy Smothers)                      | Tag team match per l'NWA United States Tag Team Championship | 18:14  |
| 6          | Big Van Vader sconfigge Tom Zenk | Single match                                                 | 02:16  |
| 7          | The Steiner Brothers (Rick Steiner & Scott Steiner) sconfiggono The Fabulous Freebirds (Jimmy Garvin & Michael Hayes)                                       | Tag team match                                               | 13:45  |
| 8          | The Dudes with Attitude (El Gigante, Junkyard Dog & Paul Orndorff) sconfiggono The Four Horsemen (Arn Anderson, Barry Windham & Sid Vicious) per squalifica | Six-man tag team match                                       | 08:53  |
| 9          | Lex Luger (c) sconfigge Mark Callous (con Paul E. Dangerously)                                                                                              | Single match per l'NWA United States Championship            | 12:10  |
| 10         | Doom (c) (Butch Reed & Ron Simmons) (con Teddy Long) sconfiggono The Rock 'n' Roll Express (Ricky Morton & Robert Gibson)                                   | Tag team match per l'NWA World Tag Team Championship         | 15:40  |
| 11         | Sting (con El Gigante, Junkyard Dog, Lex Luger, Paul Orndorff, Rick Steiner & Scott Steiner) sconfigge Ric Flair (c) (con Ole Anderson)                     | Single match per l'NWA World Heavyweight Championship        | 16:06  |

Altre personalità presenti
| Ruolo          | Nome:                 |
| -------------- | --------------------- |
| Commentatori   | Jim Ross              |
| Commentatori   | Bob Caudle            |
| Arbitri        | Randy Anderson        |
| Arbitri        | Nick Patrick          |
| Arbitri        | Mike Atkins           |
| Intervistatore | Gordon Solie          |
| Annunciatore   | Gary Michael Cappetta |

## Conseguenze
L'edizione 1990 di Great American Bash fu l'ultima a svolgersi sotto l'egida della NWA, poiché la WCW si staccò da essa nel gennaio 1991. 
Questa sarebbe stata l'ultima apparizione di Mark Callous in un PPV della WCW, dopo che il booker Ole Anderson gli aveva presumibilmente detto che non avrebbe mai sfondato. Callous sarebbe andato alla WWF dove sarebbe diventato il leggendario Undertaker. 
Harley Race lottò solamente in qualche house show prima di ritirarsi dal ring nel dicembre 1990. Non sarebbe riapparso fino al successivo Great American Bash.
Sting detenne il titolo NWA World Heavyweight per tutto il resto del 1990, poco tempo dopo Great American Bash, un misterioso wrestler chiamato "The Black Scorpion", presumibilmente proveniente dal suo passato, cominciò a perseguitarlo.